# Shannonomyia phaeostigmosa
Shannonomyia phaeostigmosa är en tvåvingeart som beskrevs av Alexander 1943. Shannonomyia phaeostigmosa ingår i släktet Shannonomyia och familjen småharkrankar.
Artens utbredningsområde är Peru. Inga underarter finns listade i Catalogue of Life.